# Slobodan Penezić

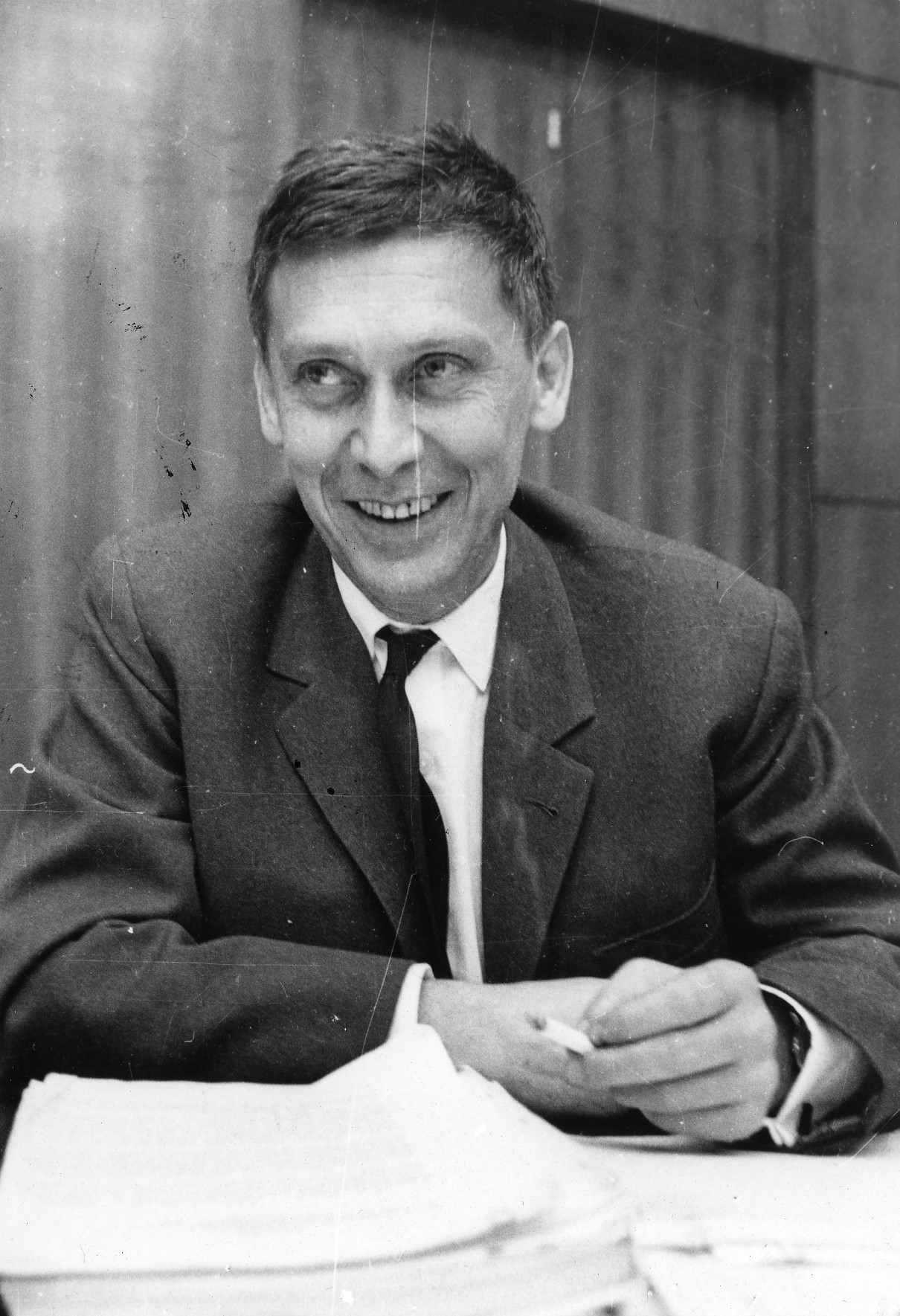
Slobodan Penezić

Slobodan Penezić (auch bekannt als „Krcun“; Слободан Пенезић Крцун/ Slobodan Penezić Krcun; geb. 2. Juli 1918; gest. 6. November 1964) war ein jugoslawischer Parteifunktionär und Staatsmann, Vorsitzender des Exekutivrats der Sozialistischen Republik Serbien (Teil der SFRJ) von 1962 bis 1964; Innenminister Serbiens während der Herrschaft von Josip Broz Tito.
Penezić war auch an der Verhaftung des Tschetnik-Führers Draža Mihailović beteiligt. Am 5. Juli 1952 wurde Penezić mit dem jugoslawischen Orden des Volkshelden ausgezeichnet.
Penezić war Mitglied des Zentralkomitees des Bundes der Kommunisten Jugoslawiens und des Exekutivausschusses der Kommunistischen Partei Serbiens. Er war auch Vorsitzender des Exekutivrats des serbischen Parlaments.
Am 6. November 1964 kamen Slobodan Penezić und Svetolik Lazarevic (serbisch-kyrillisch Светолик Лазаревић) bei einem Autounfall ums Leben – das Auto kam auf nasser Fahrbahn von der Straße ab und prallte gegen einen Baum. Einige, insbesondere seine Frau, bezweifelten die offizielle Version des Todesfalls, aber sein Sohn ist der Ansicht, dass es heute unmöglich ist, Fakten zu finden, die diese Version widerlegen.
In einem Dokumentarfilm berichtet sein Landsmann, der serbisch-australische Schriftsteller B. Wongar (Sreten Božić), über seine Erfahrungen mit und über seine eigene damalige Naivität.

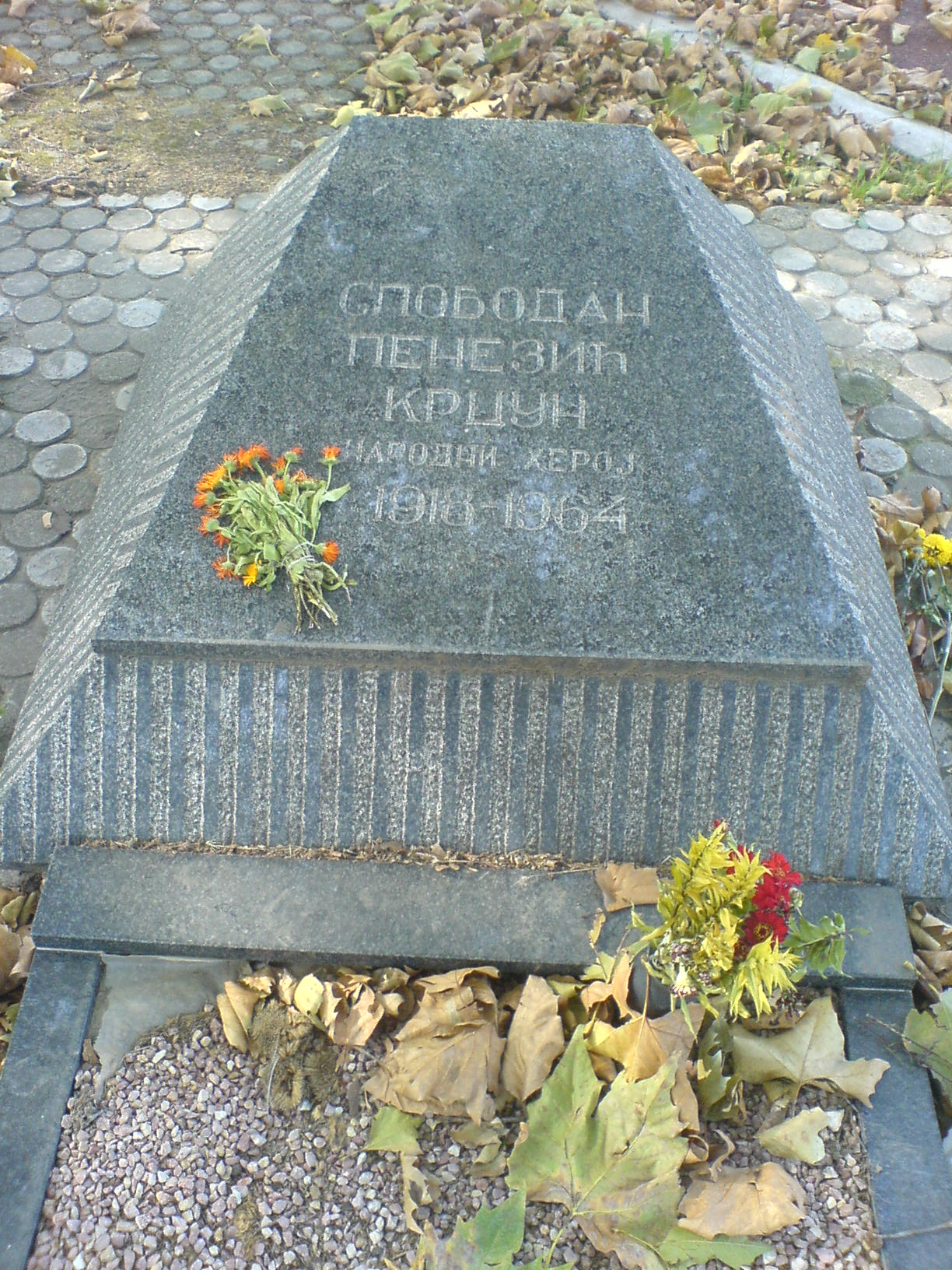
Das Grab von Slobodan Penezić auf dem Neuen Friedhof von Belgrad: Slobodan Penezić Krcun, Volksheld, 1918-1964